# Championnats de France de triathlon 2021
Navigation
2020 2022
Les championnats de France de triathlon 2021 se déroulent le 29 août 2021, à Pontivy, sur une épreuve de distance S pour le titre individuel et sur une épreuve en équipe de relais mixte pour le titre de cette spécialité.

## Palmarès
Les tableaux présentent le « Top 10 » hommes et femmes des catégories élites.
|                    | Triathlète                | Temps       |
| ------------------ | ------------------------- | ----------- |
| Médaille d'or      | Maxime Hueber-Moosbrugger | 57 min 13 s |
| Médaille d'argent  | Antoine Duval             | 57 min 18 s |
| Médaille de bronze | Théo Texereau             | 57 min 23 s |
| 4                  | Aurélien Raphaël          | 57 min 28 s |
| 5                  | Casimir Moine             | 57 min 29 s |
| 6                  | Baptiste Massot           | 57 min 33 s |
| 7                  | Yann Allichon             | 57 min 37 s |
| 8                  | Yanis Seguin              | 57 min 44 s |
| 9                  | Thomas Sayer              | 57 min 50 s |
| 10                 | Jérémy Quindos            | 58 min 13 s |

|                    | Triathlète              | Temps           |
| ------------------ | ----------------------- | --------------- |
| Médaille d'or      | Justine Guérard         | 1 h 5 min 36 s  |
| Médaille d'argent  | Sandra Dodet            | 1 h 7 min 22 s  |
| Médaille de bronze | Julie Iemmolo           | 1 h 7 min 34 s  |
| 4                  | Lola Sauvet             | 1 h 8 min 34 s  |
| 5                  | Méline Mageux           | 1 h 9 min 9 s   |
| 6                  | Meghan Bazire           | 1 h 9 min 30 s  |
| 7                  | Juliette Titotto Merlot | 1 h 9 min 57 s  |
| 8                  | Gwladys Larzul          | 1 h 10 min 8 s  |
| 9                  | Pauline Lesther         | 1 h 10 min 40 s |
| 10                 | Jeanne Baran            | 1 h 11 min 6 s  |